# Valentin Pogatschnigg
Valentin Pogatschnigg (* 7. Februar 1840 in Goggerwenig, Kärnten; † 24. Januar 1917 in Graz) war ein österreichischer Jurist und Volkskundler.

## Leben
Pogatschnigg studierte ab 1858 an der Universität Wien und der Universität Graz Rechtswissenschaft. In Graz wurde er Mitglied des kurzlebigen Corps Tartarus (1861–1864). Er besuchte auch historische und philosophische Vorlesungen. Zum Dr. iur. promoviert, war er ab 1865 Lehrer, dann Verwaltungsbeamter in Graz, Deutschlandsberg, Cilli, Villach und Wiener Neustadt. 1871/72 war er Redakteur der Wiener Zeitung. 1872–1876 unterrichtete er an der Theresianischen Militärakademie. Ab 1884 war er in Graz Gewerbe-Oberinspektor. 1895 erhielt er den Titel Hofrat. 1910 trat er in den Ruhestand. Er befasste sich mit den Slowenen, den Welschen, dem Liesertal und Kötschach-Mauthen und widmete sich den Mythen, Märchen, Sagen und Volksliedern Kärntens. Seine Beiträge veröffentlichte er vor allem in Kärntens landeskundlicher Carinthia. Er starb kurz vor seinem 77. Geburtstag.

## Werke
- Märchen aus Kärnten. Carinthia 55–56 (1865–1866).
- Die Wälschen in der Sage. Graz 1864. Nachdruck 2018, ISBN 978-0243946969.
- Altsloven. Schicksalsfrauen. Carinthia 56 (1866).
- Beiträge zur deutschen Mythologie Kärntens. Carinthia 56–57 (1866–1867).
- Kärntner Türken-Sagen. Carinthia 57 (1867).
- mit Emanuel Herrmann: Lieder vermischten Inhalts aus Kärnten. Graz 1869.
- mit Emanuel Herrmann: Deutsche Volks-Lieder aus Kärnten. Graz 1870–1879.
  - 2. Auflage, Bd. 1, Deutsche Liebeslieder des Volkes in Kärnten.
- Sage, Märchen, Lied und Spruch der Deutschen, in: Die österreichisch-ungarische Monarchie in Wort und Bild, Bd. Kärnten und Krain, 1891.
- Dolling und die alten Goldbergbaue auf der Würmlacher Alpe. Carinthia I, 90 (1900).
- Zur hist. Topographie des Lieserthales. Carinthia 90–91 (1900–1901).
- Etymologische Sagen aus Kärnten. Carinthia 96–99 (1906–1909).